# Karel Dodal
Karel Dodal (* 28. Januar 1900 in Prag; † 6. Juli 1986 in Fort Lee, New Jersey) war einer der ersten Trickfilmregisseure der Tschechoslowakei.

## Leben
1925 bis 1929 drehte er die ersten Trickfilme in Elekta Journal in Prag. 1933 gründete er mit Irena Leschner (ab 1935 Dodalová) das erste Atelier für Trickfilme "Ire-film" in Prag.

## Werk
Zu seinen frühen Werken gehören die beiden Filme Das Spiel der Seifenblasen (1936; 2 min) und Die Idee sucht das Licht (1938; 10 min), für die er mit Irena Dodalová zusammenarbeitete. Im Zweiten Weltkrieg (1943) arbeitete er als Animator am US-amerikanischen Schulungsfilm Flying the P-39 von Norman Mathews mit, der den Umgang mit der P-39 Airacobra erklärte.